# Дамачава
Дамачава или Домачово (блр. Дамачава; рус. Домачёво) насељено је место са административним статусом варошице (городской посёлок) на крајњем југозападу Републике Белорусије. Административно припада Брестском рејону Брестске области.
Према подацима са пописа становништва 2009. у насељу је живело 1.200 становника.

## Географија
Варош се налази у јужном делу Брестског рејона и лежи на десној обали реке Буг, на око 45 јужно од административног центра области града Бреста. У насељу се налази и гранични прелаз између Републике Белорусије и Републике Пољске.

## Историја
Насеље се први пут помиње током XVIII века. У саставу Белорусије (тада Белоруска ССР) је од 1939. године. Административни статус вароши има од 15. новембра 1940. године.

## Демографија
Према резултатима пописа из 2009. у насељу је живело 1.200 становника.